# L'Assomption (condado)
A Regionalidade Municipal do Condado de L'Assomption está situada na região de Lanaudière na província canadense de Quebec. Com uma área de mais de duzentos quilómetros quadrados, tem, segundo o censo de 2005, uma população de cerca de cento e sete mil pessoas sendo comandada pela cidade de L'Assomption. Ela é composta por 6 municipalidades: 4 cidades e 2 freguesias.

## Municipalidades

### Cidades
- Charlemagne
- L'Assomption
- L'Épiphanie
- Repentigny

### Freguesias
- L'Épiphanie
- Saint-Sulpice (Quebec)